# Mont-Bernanchon
Pour les articles homonymes, voir Mont.
Mont-Bernanchon est une commune française située dans le département du Pas-de-Calais en région Hauts-de-France. Le nom du village est souvent graphié Mont-Bernenchon. Ses habitants sont appelés les Bernico-Montois. La commune est membre de la communauté d'agglomération de Béthune-Bruay, Artois-Lys Romane.

## Géographie

### Localisation
Localisée dans l'est du département du Pas-de-Calais, Mont-Bernanchon est une commune traversée par le canal d'Aire à la Bassée et située, à vol d'oiseau, à 7 km au nord-est de la commune de Lillers et à 7 km au nord-ouest de la commune de Béthune (aire d'attraction et chef-lieu d'arrondissement).
Le territoire de la commune est limitrophe de ceux de quatre communes.
Les communes limitrophes sont Calonne-sur-la-Lys, Gonnehem, Hinges et Robecq.

### Géologie et relief
La superficie de la commune est de 11,4 km2 ; son altitude varie de 16  à   37 m.

### Hydrographie

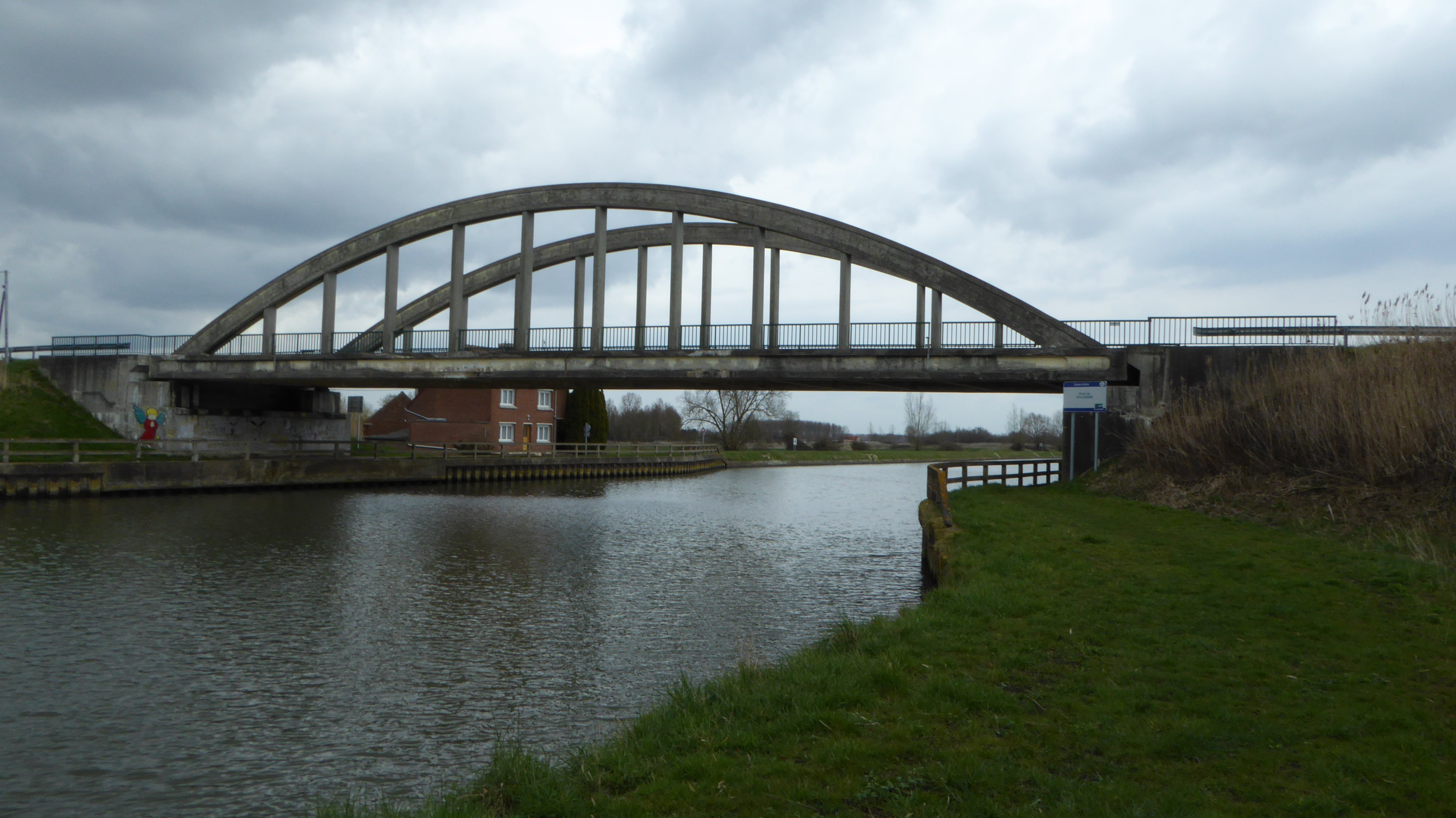
Le canal d'Aire à Mont-Bernanchon.

Le territoire de la commune est situé dans le bassin Artois-Picardie.
La commune est construite dans une zone de polders drainée par le Grand Nocq et la Clarence, un sous-affluent de l'Escaut par la Lys.
le courant d'hannebecque, cours d'eau naturel de 3 km, qui prend sa source dans la commune de Hinges, se jette dans le Grand Nocq, au niveau de la commune.

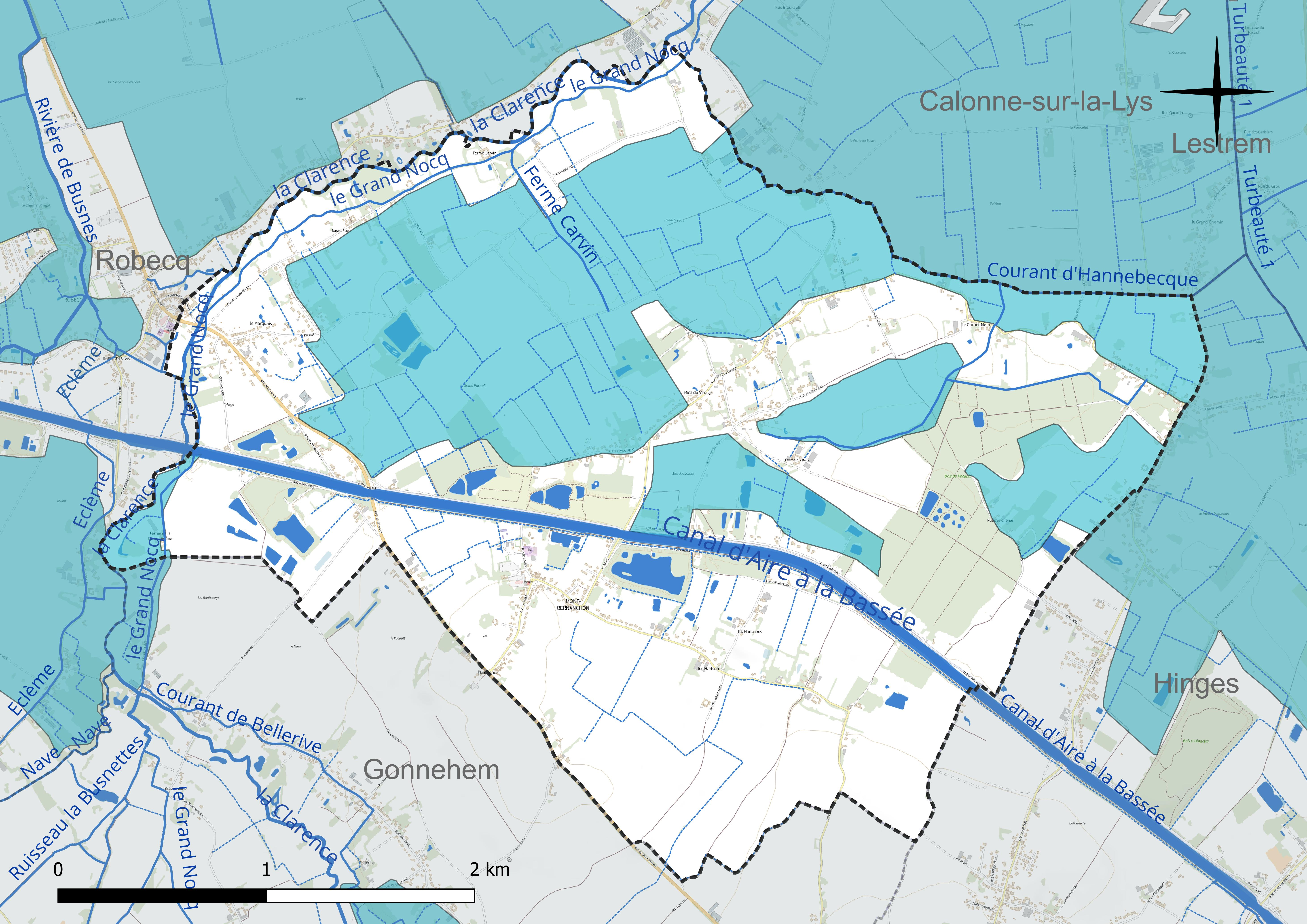
Réseau hydrographique de Mont-Bernanchon.

La commune est traversée par le canal d'Aire à la Bassée, canal navigable de 39 km, qui prend sa source dans la commune de Bauvin et se jette dans La Lys au niveau de la commune d'Aire-sur-la-Lys.

### Climat
Pour des articles plus généraux, voir Climat des Hauts-de-France et Climat du Nord-Pas-de-Calais.
En 2010, le climat de la commune est de type climat océanique dégradé des plaines du Centre et du Nord, selon une étude du CNRS s'appuyant sur une série de données couvrant la période 1971-2000. En 2020, Météo-France publie une typologie des climats de la France métropolitaine dans laquelle la commune est exposée à un climat océanique et est dans la région climatique Côtes de la Manche orientale, caractérisée par un faible ensoleillement (1 550 h/an) ; forte humidité de l’air (plus de 20 h/jour avec humidité relative > 80 % en hiver), vents forts fréquents.
Pour la période 1971-2000, la température annuelle moyenne est de 10,6 °C, avec une amplitude thermique annuelle de 13,9 °C. Le cumul annuel moyen de précipitations est de 710 mm, avec 11,8 jours de précipitations en janvier et 8,7 jours en juillet. Pour la période 1991-2020, la température moyenne annuelle observée sur la station météorologique la plus proche, située sur la commune de Lillers à 8 km à vol d'oiseau, est de 11,1 °C et le cumul annuel moyen de précipitations est de 731,5 mm,. Pour l'avenir, les paramètres climatiques de la commune estimés pour 2050 selon différents scénarios d'émission de gaz à effet de serre sont consultables sur un site dédié publié par Météo-France en novembre 2022.

### Milieux naturels et biodiversité

#### Zone naturelle d'intérêt écologique, faunistique et floristique
L’inventaire des zones naturelles d'intérêt écologique, faunistique et floristique (ZNIEFF) a pour objectif de réaliser une couverture des zones les plus intéressantes sur le plan écologique, essentiellement dans la perspective d’améliorer la connaissance du patrimoine naturel national et de fournir aux différents décideurs un outil d’aide à la prise en compte de l’environnement dans l’aménagement du territoire.
Le territoire communal comprend une ZNIEFF de type 1 : les anciens terrains de dépôts des voies navigables à Mont-Bernanchon, d’une superficie de 45 ha et d'une altitude variant de 18  à   29 mètres. Cette Znieff est constituée de cinq bassins de décantation dans lesquels des boues de dragages ont été déposées à différentes époques.

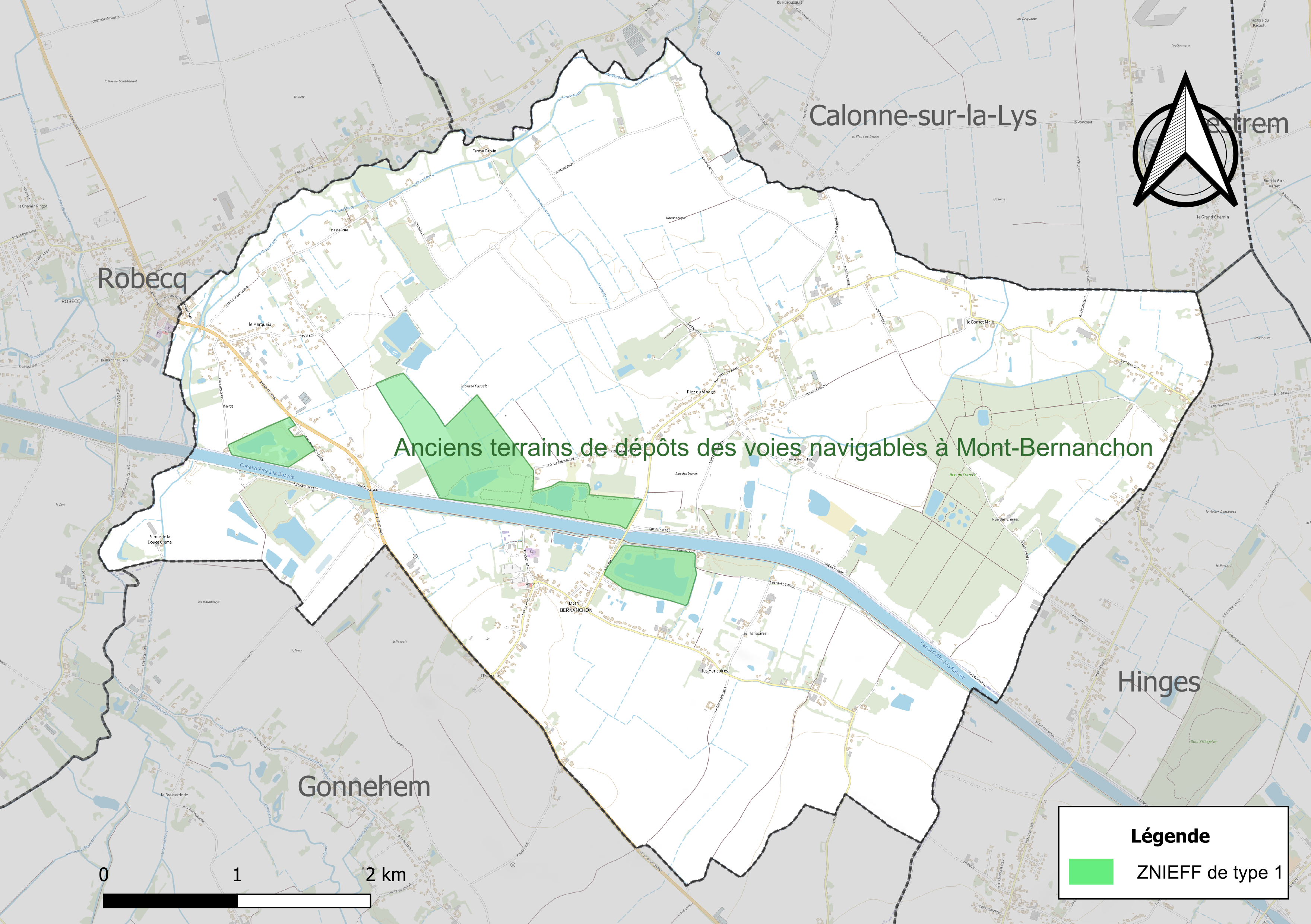
Carte de la ZNIEFF sur la commune.

#### Espèces faunistiques et floristiques
L’Inventaire national du patrimoine naturel (INPN) recense plusieurs espèces faunistiques et floristiques sur le territoire de la commune dont certaines sont protégées et d’autres menacées et quasi-menacées.

## Urbanisme

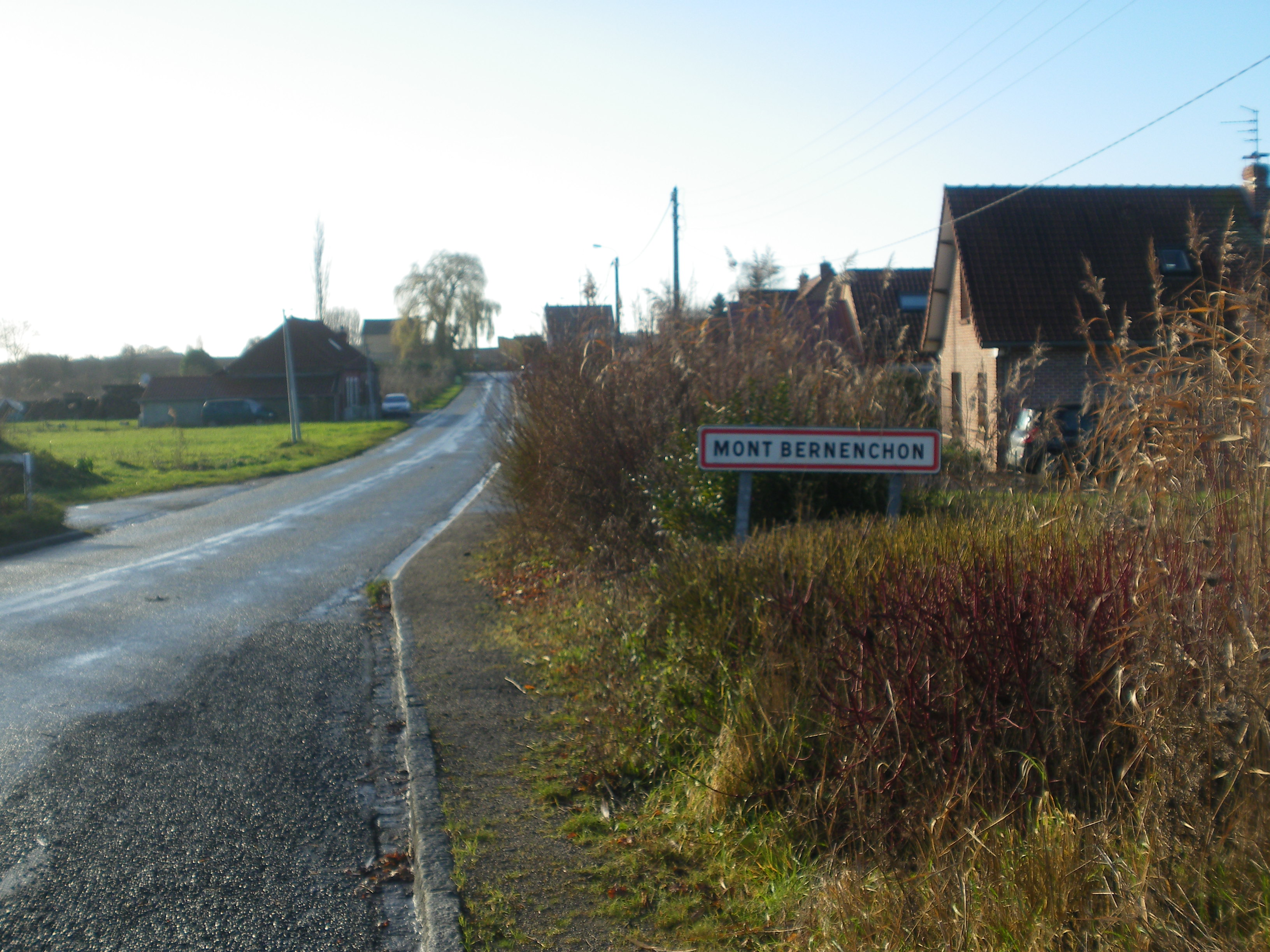
Panneau d'entrée, illustrant la graphie Mont-Bernenchon.

### Typologie
Au 1er janvier 2024, Mont-Bernanchon est catégorisée commune rurale à habitat dispersé, selon la nouvelle grille communale de densité à sept niveaux définie par l'Insee en 2022.
Elle appartient à l'unité urbaine de Béthune, une agglomération inter-départementale regroupant 94  communes, dont elle est une commune de la banlieue,,. Par ailleurs la commune fait partie de l'aire d'attraction de Béthune, dont elle est une commune de la couronne,. Cette aire, qui regroupe 23 communes, est catégorisée dans les aires de 50 000 à moins de 200 000 habitants,.

### Occupation des sols
L'occupation des sols de la commune, telle qu'elle ressort de la base de données européenne d’occupation biophysique des sols Corine Land Cover (CLC), est marquée par l'importance des territoires agricoles (88,7 % en 2018), en diminution par rapport à 1990 (90 %). La répartition détaillée en 2018 est la suivante : 
terres arables (63,7 %), zones agricoles hétérogènes (20,3 %), forêts (6,5 %), zones urbanisées (4,8 %), prairies (4,7 %). L'évolution de l’occupation des sols de la commune et de ses infrastructures peut être observée sur les différentes représentations cartographiques du territoire : la carte de Cassini (XVIIIe siècle), la carte d'état-major (1820-1866) et les cartes ou photos aériennes de l'IGN pour la période actuelle (1950 à aujourd'hui).

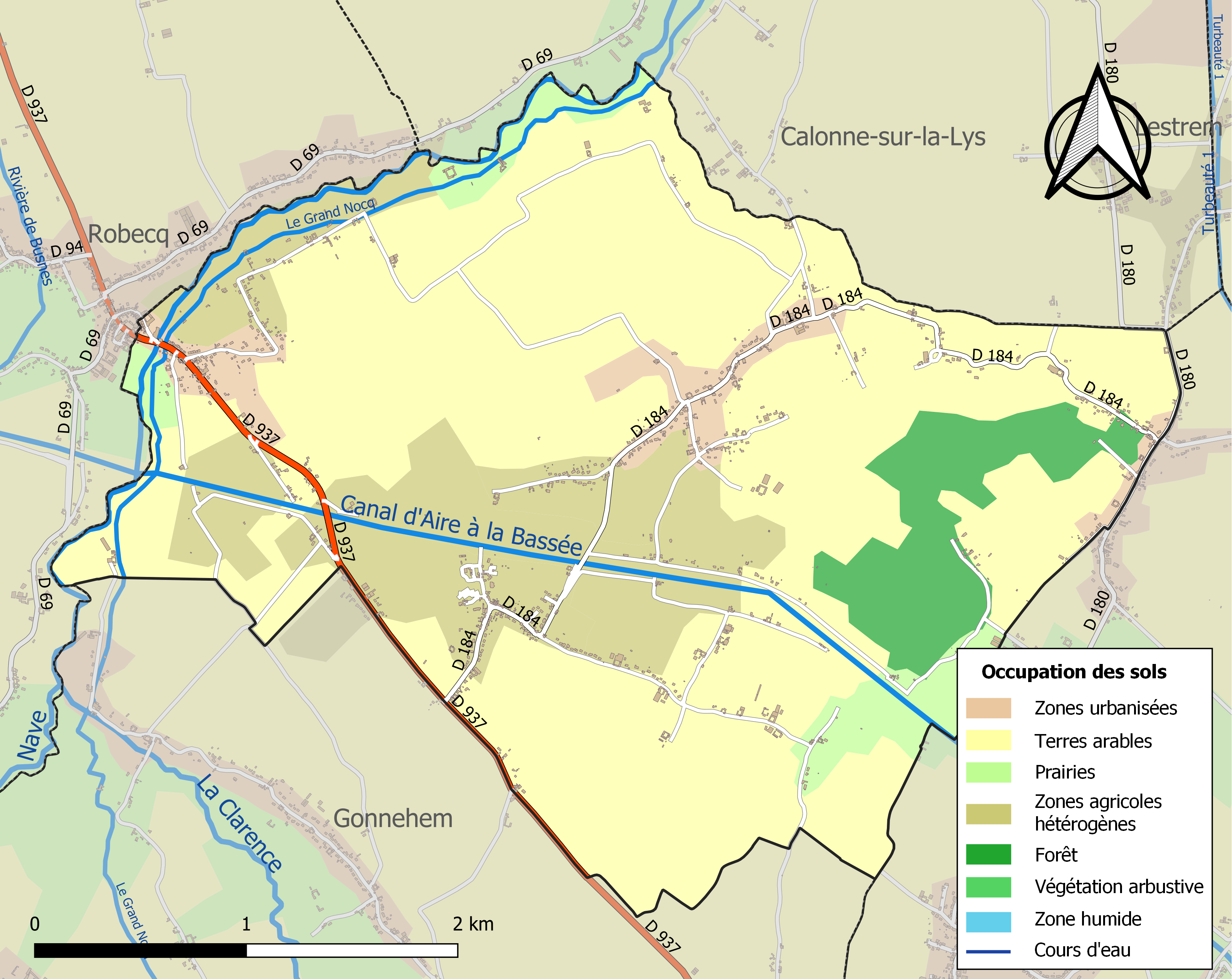
Carte des infrastructures et de l'occupation des sols de la commune en 2018 (CLC).

### Voies de communication et transports
La commune est desservie par le tracé initial de l'ex-RN 37 (actuelle RD 937) et est proche de l'autoroute A26.

## Toponymie
Le nom de la localité est attesté sous les formes Mons en 1152 ; Sainte Marie et Saint Nicaise del Mont en 1250 ; Mons Bernechon en 1255 ; Li Mont en 1256 ; Montbernechon en 1306 ; Mont-Berneschon au XIVe siècle ; Le Mont (1318) ; Le Mont-Bernanchon en 1404 ; Mombernenchon en 1430 ; Mont-Bernenchon en 1435 ; Montbrenenchon en 1469 ; Monbernanchon en 1559 ; Montbernanchon en 1720, Mont Berninchon en 1793 ; Montberninchon et Mont-Bernanchon depuis 1801.
Le toponyme est issu du latin mons, montis (« mont »).

## Histoire
Le 24 octobre 1590, est rendue une sentence de noblesse pour Jean Dumaire, seigneur du Mollinet en Boulonnais, demeurant à Montbernanchon. Il a pour armes « D'argent au chevron de sinople ».
Lors de la Première Guerre mondiale, en avril 1918, l'avance de l'armée allemande est contenue et stoppée un peu à l'est du village. Le village est décoré de la croix de guerre 1914-1918, le 25 septembre 1920, distinction également attribuée à 276 autres communes du Pas-de-Calais,.
Pendant la Seconde Guerre mondiale, en mai 1940, des unités britanniques livrèrent d'importants combats dans la commune pour stopper l'avance des allemands et permettre l'évacuation des armées alliées lors de la bataille de Dunkerque. Le 5 septembre 1944, à la suite du tir d'un résistant de la dernière heure sur une colonne allemande qui était en train de repartir en Allemagne, huit habitants sont choisis au hasard dans leur domicile et emmenés à pieds à Saint-Venant pour y être fusillés.

## Politique et administration

### Découpage territorial
La commune se trouve depuis 1926 dans l'arrondissement de Béthune du département du Pas-de-Calais.

#### Commune et intercommunalités
Mont-Bernanchon était membre de la communauté de communes Artois-Lys, un établissement public de coopération intercommunale (EPCI) à fiscalité propre créé fin 1992.
Dans le cadre des dispositions de la loi portant nouvelle organisation territoriale de la République (Loi NOTRe) du 7 août 2015, qui prévoit que les établissements publics de coopération intercommunale (EPCI) à fiscalité propre doivent avoir un minimum de 15 000 habitants, cette intercommunalité a fusionné avec ses voisines pour former, le 1er janvier 2017, la communauté d'agglomération de Béthune-Bruay, Artois-Lys Romane dont est désormais membre Mont-Bernanchon. Cette communauté d'agglomération de Béthune-Bruay, Artois-Lys Romane regroupe 100 communes et compte 275 327 habitants en 2021.

#### Circonscriptions administratives
La commune faisait partie depuis 1801 du canton de Lillers. Dans le cadre du redécoupage cantonal de 2014 en France, cette circonscription administrative territoriale a disparu, et le canton n'est plus qu'une circonscription électorale.
Pour les élections départementales, la commune fait partie depuis 2014 du canton de Lillers.

#### Circonscriptions électorales
Pour l'élection des députés, la commune fait partie de la neuvième circonscription du Pas-de-Calais.

### Élections municipales et communautaires

#### Liste des maires
| Période                                  | Période                   | Identité             | Étiquette | Qualité                                            |
| ---------------------------------------- | ------------------------- | -------------------- | --------- | -------------------------------------------------- |
| Les données manquantes sont à compléter. |                           |                      |           |                                                    |
| 1995                                     | En cours (au 25 mai 2020) | Marie-Claude Duhamel |           | Ancienne employée Réélue pour le mandat 2020-2026, |

## Équipements et services publics

### Espaces publics
La commune fait partie des villages labellisés Village Patrimoine, qui œuvrent à mettre en avant leurs patrimoines matériels et/ou immatériels (historique, culturel, naturel, architectural, etc.).

## Population et société

### Démographie
Les habitants sont appelés les Bernico-Montois.

#### Évolution démographique
L'évolution du nombre d'habitants est connue à travers les recensements de la population effectués dans la commune depuis 1793. Pour les communes de moins de 10 000 habitants, une enquête de recensement portant sur toute la population est réalisée tous les cinq ans, les populations de référence des années intermédiaires étant quant à elles estimées par interpolation ou extrapolation. Pour la commune, le premier recensement exhaustif entrant dans le cadre du nouveau dispositif a été réalisé en 2005.

En 2022, la commune comptait 1 319 habitants, en évolution de −3,23 % par rapport à 2016 (Pas-de-Calais : −0,72 %, France hors Mayotte : +2,11 %).
| 1793  | 1800  | 1806  | 1821  | 1831  | 1836  | 1841  | 1846  | 1851  |
| ----- | ----- | ----- | ----- | ----- | ----- | ----- | ----- | ----- |
| 1 061 | 1 087 | 1 047 | 1 070 | 1 086 | 1 112 | 1 208 | 1 190 | 1 174 |

| 1856  | 1861  | 1866  | 1872  | 1876  | 1881  | 1886  | 1891  | 1896  |
| ----- | ----- | ----- | ----- | ----- | ----- | ----- | ----- | ----- |
| 1 236 | 1 183 | 1 249 | 1 279 | 1 271 | 1 266 | 1 263 | 1 272 | 1 259 |

| 1901  | 1906  | 1911  | 1921 | 1926 | 1931 | 1936 | 1946 | 1954 |
| ----- | ----- | ----- | ---- | ---- | ---- | ---- | ---- | ---- |
| 1 263 | 1 269 | 1 167 | 870  | 868  | 862  | 879  | 851  | 902  |

| 1962 | 1968 | 1975 | 1982 | 1990  | 1999  | 2005  | 2006  | 2010  |
| ---- | ---- | ---- | ---- | ----- | ----- | ----- | ----- | ----- |
| 908  | 861  | 872  | 972  | 1 262 | 1 170 | 1 329 | 1 336 | 1 394 |

| 2015  | 2020  | 2022  | - | - | - | - | - | - |
| ----- | ----- | ----- | - | - | - | - | - | - |
| 1 363 | 1 326 | 1 319 | - | - | - | - | - | - |

#### Pyramide des âges
En 2018, le taux de personnes d'un âge inférieur à 30 ans s'élève à 33,3 %, soit en dessous de la moyenne départementale (36,7 %). De même, le taux de personnes d'âge supérieur à 60 ans est de 23,9 % la même année, alors qu'il est de 24,9 % au niveau départemental.
En 2018, la commune comptait 702 hommes pour 646 femmes, soit un taux de 52,08 % d'hommes, largement supérieur au taux départemental (48,50 %).
Les pyramides des âges de la commune et du département s'établissent comme suit.
| Hommes | Classe d’âge | Femmes |
| ------ | ------------ | ------ |
| 0,3    | 90 ou +      | 0,5    |
| 5,2    | 75-89 ans    | 6,9    |
| 17,1   | 60-74 ans    | 18,0   |
| 25,2   | 45-59 ans    | 25,2   |
| 17,7   | 30-44 ans    | 17,6   |
| 15,5   | 15-29 ans    | 15,3   |
| 19,1   | 0-14 ans     | 16,5   |

| Hommes | Classe d’âge | Femmes |
| ------ | ------------ | ------ |
| 0,5    | 90 ou +      | 1,6    |
| 5,6    | 75-89 ans    | 8,9    |
| 16,7   | 60-74 ans    | 18,1   |
| 20,2   | 45-59 ans    | 19,2   |
| 18,9   | 30-44 ans    | 18,1   |
| 18,2   | 15-29 ans    | 16,2   |
| 19,9   | 0-14 ans     | 17,9   |

## Culture locale et patrimoine

### Lieux et monuments
- L'église Saint-Nicaise.
- Le cimetière militaire britannique (Mont-Bernanchon Churchyard), intégré au cimetière communal. Il compte des tombes de la Première Guerre mondiale et 55 tombes de la Seconde Guerre mondiale (33 corps n'ont pu être identifiés).
- Le monument aux morts, surmonté du Poilu au repos, statue du sculpteur Étienne Camus[40].
- La borne commémorative élevée par le gouvernement portugais à l’endroit où fut repoussé l’armée allemande en avril 1918. Au total, sept bornes sont élevées : deux à Hinges, une à Saint-Floris, à Robecq, Essars, Beuvry-le-Hamel[41].
- Le site ornithologique[42].

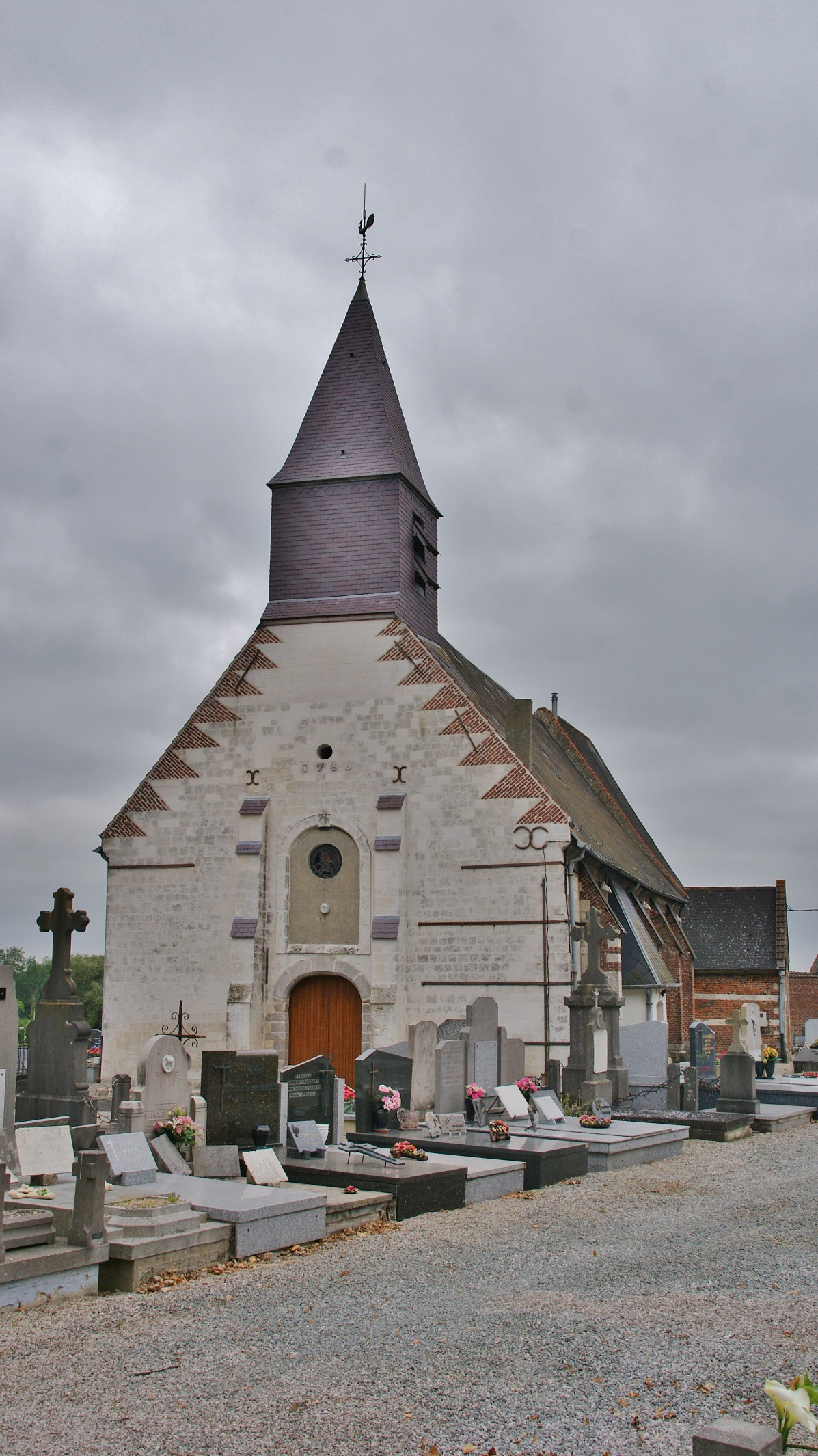
L'église Saint-Nicaise.
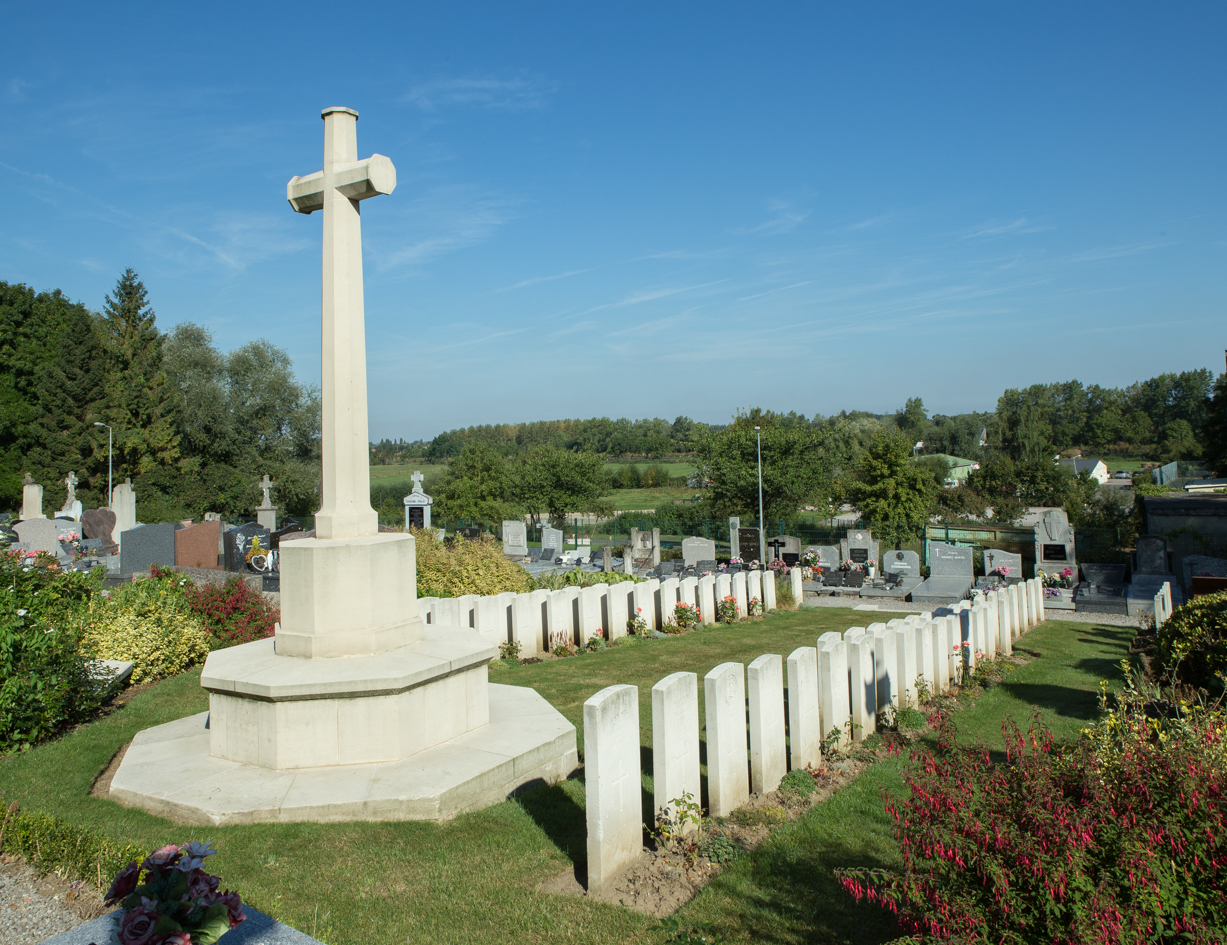
Le cimetière militaire britannique.
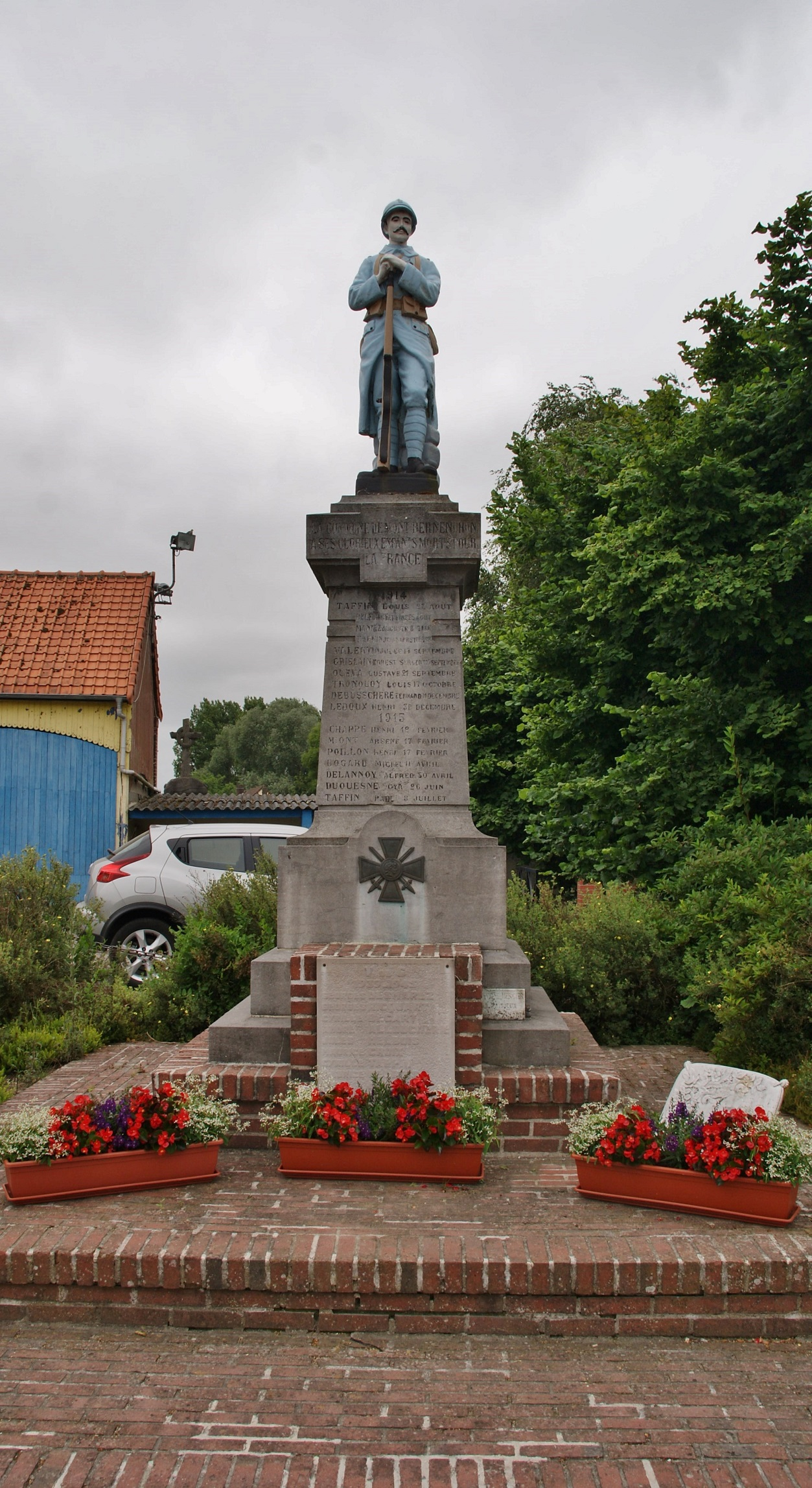
Le monument aux morts.

### Héraldique
| Blason de Mont-Bernanchon | Blason  | D'argent à la fasce de gueules accompagnée en chef à dextre d'un lion d'azur. |
| Blason de Mont-Bernanchon | Détails | Adopté par la municipalité en 1992.                                           |

## Pour approfondir

#### Bases de données, dictionnaires et encyclopédies
- Ressources relatives à la géographie :   - Insee (communes)
  - Ldh/EHESS/Cassini
- Ressource relative à plusieurs domaines :   - Annuaire du service public français
- Notices d'autorité :   - BnF (données)